# Светлополь
Светлопо́ль (укр. Світлопіль) — село в Новопражской поселковой общине Александрийского района Кировоградской области Украины.
Население по переписи 2001 года составляло 270 человек. Почтовый индекс — 28041. Телефонный код — 5235. Код КОАТУУ — 3520386601.